# Tales of Frankenstein
Tales of Frankenstein is een televisiepilot uit 1958. Het was gemaakt door de legendarische horrorfilmmaatschappij Hammer Films. De film toont in verschillende afleveringen de gebeurtenissen rondom het monster van Frankenstein. Toen de pilot werd uitgezonden werd het slecht bekeken, wat de studio het besluit deed nemen geen verdere afleveringen te maken. De pilot bevindt zich momenteel in het publiek domein. Samen met The Satanic Rites of Dracula en Horror Express is het de enige Hammer-productie zonder auteursrechten.